# Gouviães
Gouviães – parafia (freguesia)  w gminie Tarouca, w Portugalii. Według danych na rok 2011 parafię zamieszkiwało 414 osób, a gęstość zaludnienia wyniosła 158 os./km².

## Klimat
Średnia temperatura wynosi 13 °C. Najcieplejszym miesiącem jest sierpień (24 °C), a najzimniejszym luty (4 °C). Średnia suma opadów wynosi 1152 milimetry rocznie. Najbardziej wilgotnym miesiącem jest styczeń (168 milimetrów opadów), a najbardziej suchym jest sierpień (9 milimetrów opadów).